# Warocqué
De familie Warocqué was een dynastie van steenkoolindustriëlen en politici uit Henegouwen in België. 

## Leden
- Pierre Joseph Warocqué, echtgenoot van Marie Thérèse Duvivier 
  - Isidore Warocqué (1771-1848), bankier en steenkoolindustrieel, getrouwd met de dochter van Joseph-Maximilien Duvivier
  - Nicolas Warocqué (1773-1838), zakenman en burgemeester van Morlanwelz
    - Abel Warocqué (1805-1864), kolenindustrieel en burgemeester van Morlanwelz, echtgenoot van Henriette Marischal 
      - Léon Warocqué (1831-1868), burgemeester van Morlanwelz
      - Arthur Warocqué (1835-1880), volksvertegenwoordiger 
        - Raoul Warocqué (1870–1917), volksvertegenwoordiger
        - Georges Warocqué (1860-1899), volksvertegenwoordiger

Raoul Warocqué, die ongehuwd en zonder nakomelingen stierf, was het laatste lid van de dynastie.